# Louis Joseph César Ducornet
Pour les articles homonymes, voir Ducornet.
Louis Joseph César Ducornet, né le 10 janvier 1806 à Lille et mort le 27 avril 1856 à Paris, est un peintre français.

## Biographie
Atteint de phocomélie, il nait sans bras ni fémurs et ne dispose que de quatre orteils au pied, dont il se sert pour peindre. Son handicap le rendant inapte à la marche, il se déplace en étant accroché au dos de son père. Passant une grande partie de son temps par terre, il a commencé à attraper des morceaux de charbon avec ses pieds et à dessiner sur les murs.
Il reçoit des leçons de François Watteau et de Guillaume Guillon Lethière et parvient à attirer l'attention du roi autant pour son talent que par l'intérêt suscité par son infirmité. Il est pensionné par Louis XVIII et reçoit de nombreuses commandes.
Bien que son handicap l'empêche de passer la seconde étape du prix de Rome, il est récompensé de plusieurs médailles aux Salons au cours de sa carrière. La critique est considérée comme clémente avec lui, à l'image d'un Maxime Du Camp qui estime que « [ses] tableaux peints avec les pieds n'étaient guère plus mauvais que bien des tableaux peints avec la main ». Il expose cinq œuvres au Salon de Bruxelles de 1836, où son talent est favorablement apprécié.
Il vécut et travailla de 1845 à 1856 au no 14, rue Visconti à Paris.

## Œuvres dans les collections publiques
- Amiens, musée de Picardie : Édith au col du cygne retrouve le corps du roi Harold sur le champ de bataille d'Hastings en 1066, 1855.
- Auxi-le-Château, église Saint-Martin : Gloria in Excelsis, Salon de 1850[6].
- Condom, cathédrale Saint-Pierre : Repos de la Sainte Famille en Égypte, Salon de 1841[6].
- Lille :
  - église Saint-André : La Mort de la Madeleine, 1840.
  - musée des Canonniers :
    - Portrait du général François de Négrier sur le Champ-de-Mars à Lille ;
    - Pierre-Hippolyte Saint-Léger commandant du bataillon des canonniers sédentaires de Lille, 1849.

  - palais des Beaux-Arts :
    - Les Adieux d'Hector et d'Andromaque, 1828 ;
    - Saint Louis rendant la justice sous un chêne, 1831 ;
    - Autoportrait[7].
- Saint-Riquier, abbatiale de Saint-Riquier, chapelle de la Vierge : Apparition de la Sainte Vierge à sainte Philomène, Salon de 1846[6].

Œuvres de Louis Joseph César Ducornet
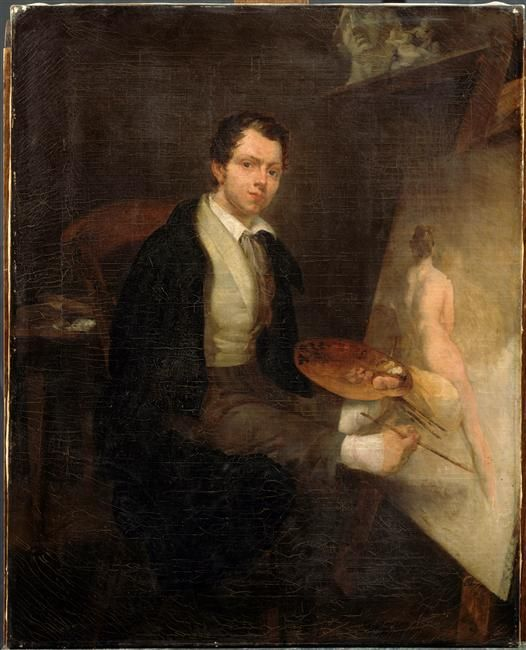
Autoportrait, palais des Beaux-Arts de Lille.
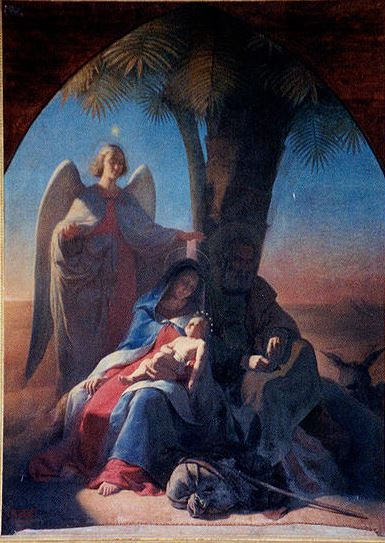
Repos de la Sainte Famille en Égypte (Salon de 1841), cathédrale Saint-Pierre de Condom.
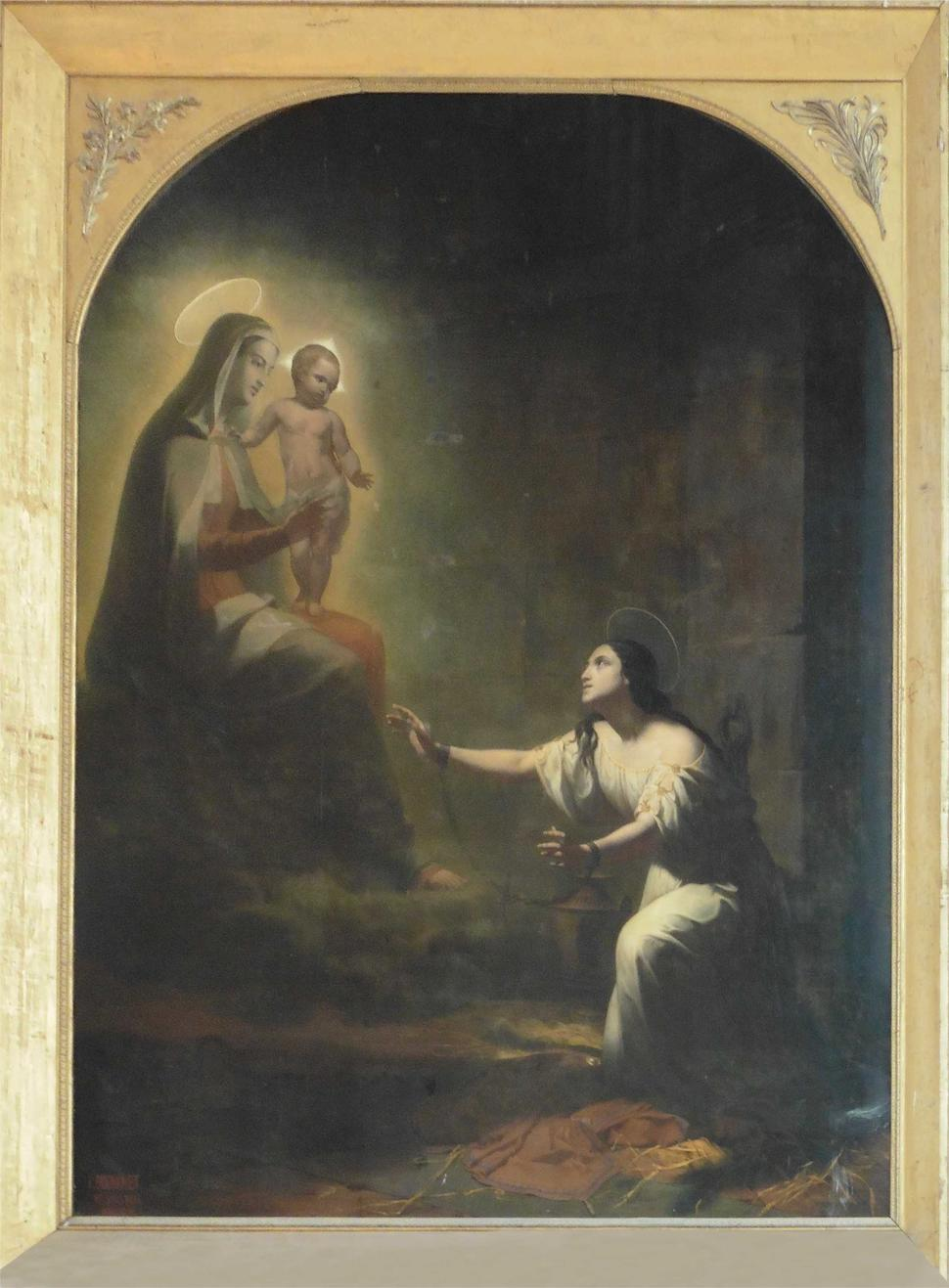
Vision de sainte Philomène (1846), abbatiale de Saint-Riquier, chapelle de la Vierge.
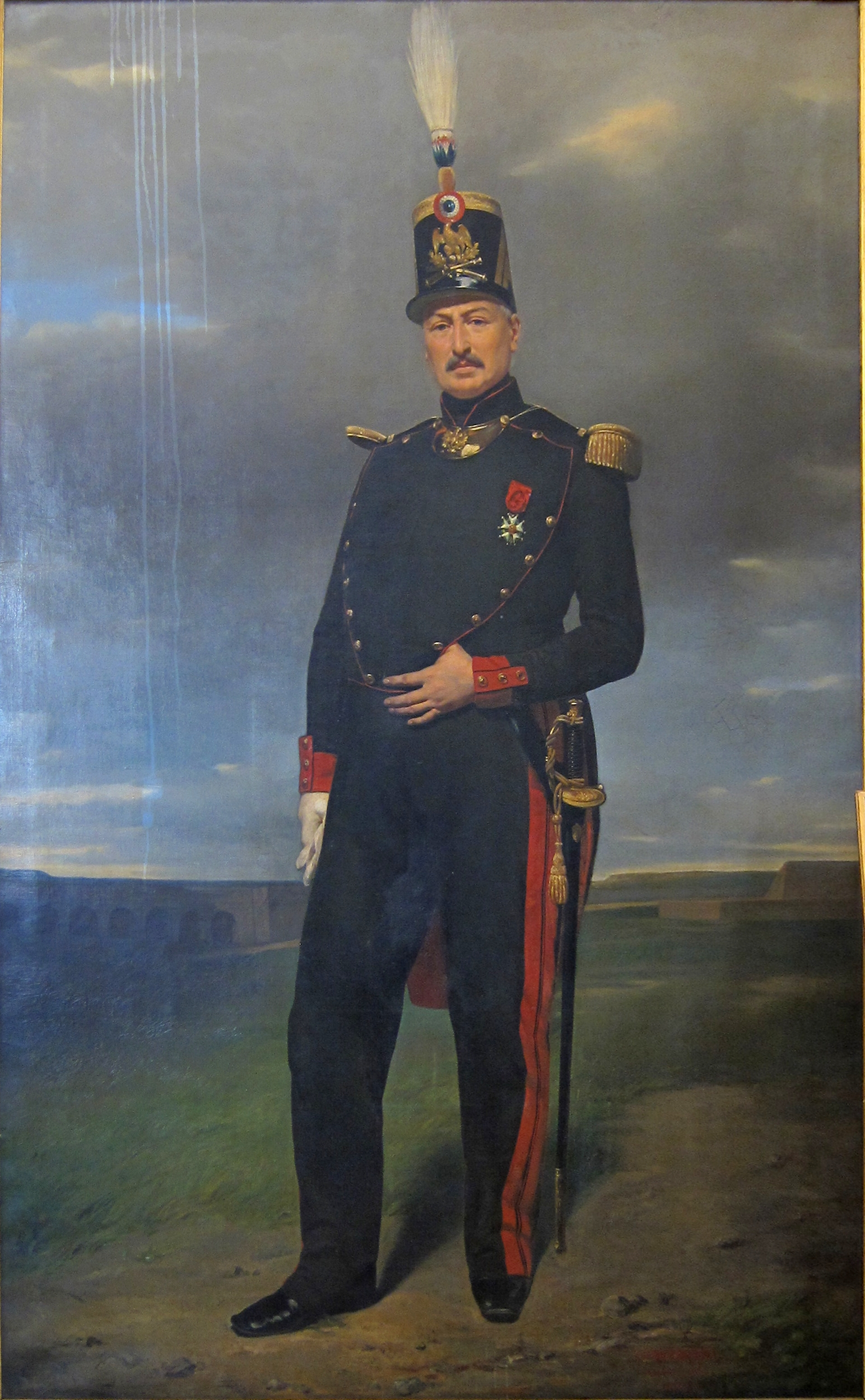
Pierre-Hippolyte Saint-Léger commandant du bataillon des canonniers sédentaires de Lille (1849), Lille, musée des Canonniers.
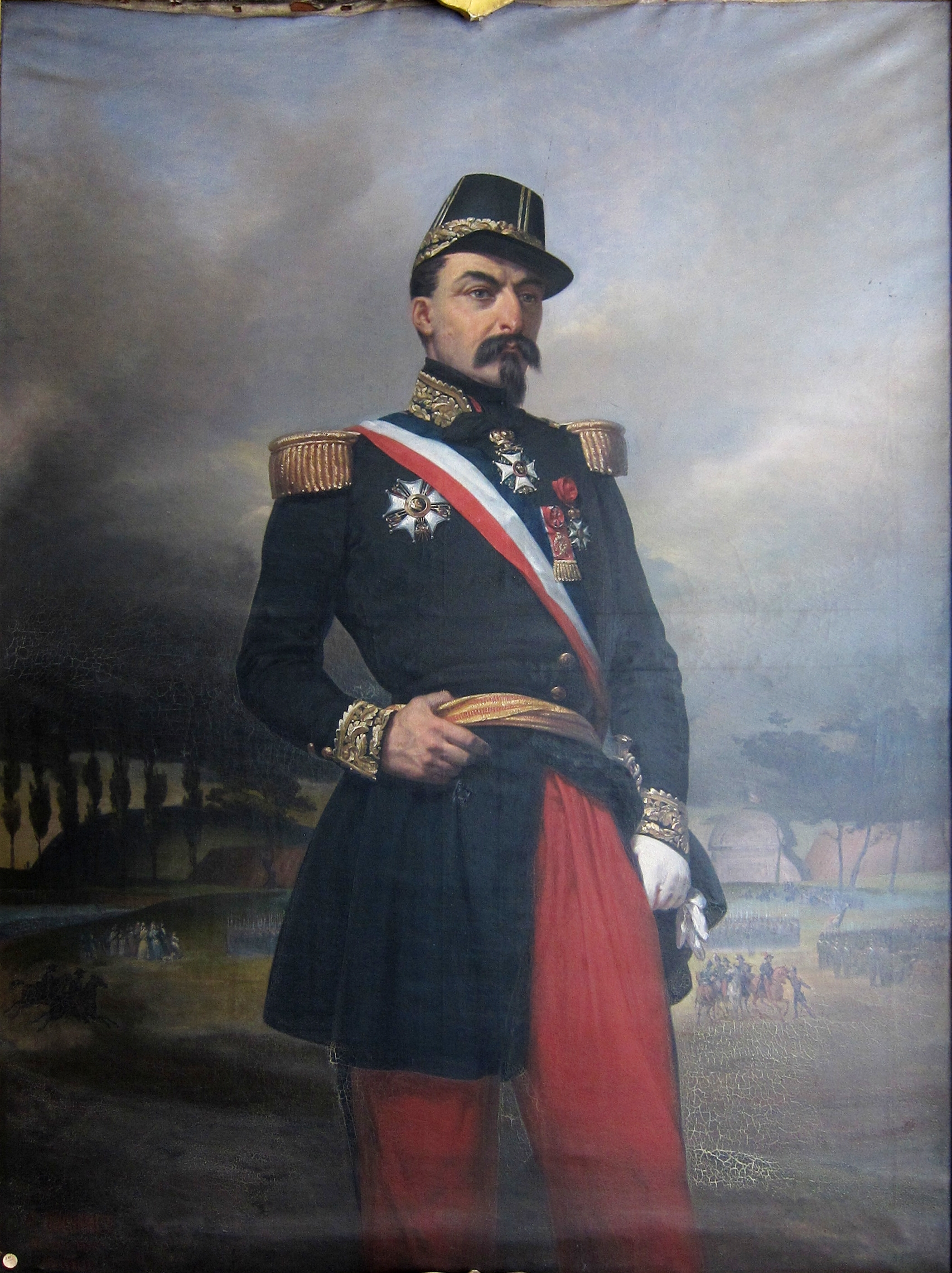
Portrait du général François de Négrier sur le Champ-de-Mars à Lille, Lille, musée des Canonniers.

## Réception critique
- « Au milieu de la foule circulait péniblement un homme d'un certain âge, portant sur son dos un avorton bien chétif qui n'avait pas de bras, et dont les pieds très petits étaient plutôt gantés que chaussés. Lorsqu'on abordait cet embryon, il tendait le pied droit qu'on lui serrait ; c'était sa façon de donner une poignée de main. Cet être incomplet était un peintre, « Ducornet né sans bras », dont les tableaux peints avec les pieds n'étaient guère plus mauvais que bien des tableaux peints avec la main. » — Maxime Du Camp, Souvenirs littéraires (1881-1882)[3].
- « Ouvrage inachevé de la création, M. Ducornet, qui n'a que la moitié d'un corps d'homme, a suppléé par l'énergie de sa volonté à l'absence de ses bras. À force d'étude, de patience et d'art, il est devenu un peintre, dont les ouvrages, à plus d'un titre, doivent inspirer de l'intérêt. » — Anonyme, Lettres sur le Salon de 1834, p. 159-160[8].

## Élèves
- Auguste Allongé (1833-1898), en 1852.

## Hommages
Le 10 janvier 2024, un Google Doodle lui est consacré à l'occasion du 218e anniversaire de sa naissance,.